# Каналомания

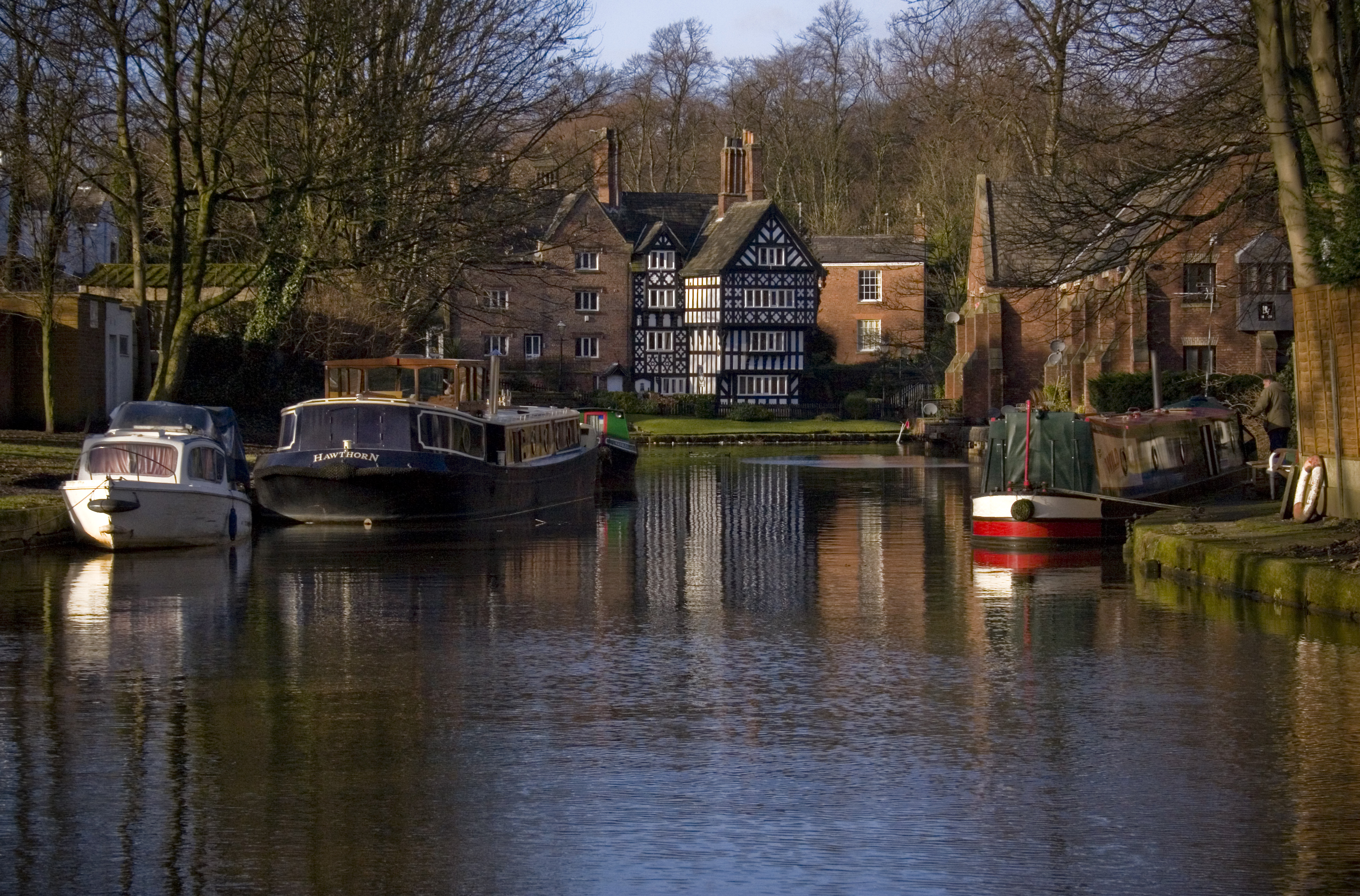
Бриджуотерский канал, положивший начало каналомании

Каналомания (англ. Canal Mania) — интенсивное строительство каналов в Англии и Уэльсе в период между 1790 и 1810 годами и связанный с этим экономический пузырь. Каналоманией называют экономический пузырь, который создается вокруг торговли акциями каналов. Часто это понятие связывают с Фрэнсисом Эгертоном, герцогом Бриджуотерским.

## Предыстория
Первые системы орошения упоминаются в 6 тыс. до н. э. в Месопотамии. Затем каналы создавали в Египте. Во 2 тыс. до н. э. была создана обширная сеть ирригации. Римляне стали строить каналы и застроили акведуками территорию империи.

## Новое время
Каналы в эпоху Нового времени стали активно использовать для транспортных нужд, а для этого требовались серьезные вложения. В России каналы стали строить при Петре I, в их строительство вкладывались казённые деньги. Развитие каналов связано с развитием торговли и начинавшейся промышленной революцией. Перевозки по каналам были значительно выгоднее перевозок гужевым транспортом: одна и та же лошадь могла увезти примерно в 50 раз больше груза в барже, чем в телеге. К тому же качество дорог и ограниченные возможности тягловой силы не позволяли эффективно перевозить массовые грузы, как уголь и руду, или такие хрупкие товары, как глиняные горшки или стекло.
С развитием промышленности в Великобритании остро встала проблема перевозок больших грузов. Фабрики были сосредоточены в крупных городах, тогда как груз приходилось везти из провинции. 

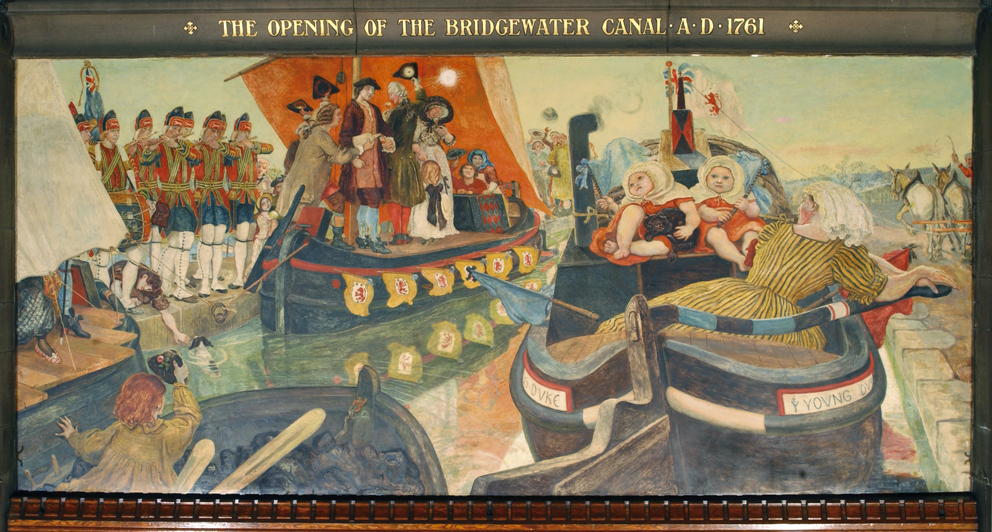
Открытие Бриджуотерского канала, 1761 г., картина Форда Мэдокса Брауна, в Манчестерской ратуше

Фрэнсис Эгертон, герцог Бриджуотерский, путешествуя по Франции, обратил свое внимание на канал под названием Le Canal du Midi, соединяющий Атлантику со Средиземноморьем и построенный в 1681 году. В 1759 году, он, переняв опыт французов, приступил к строительству канала от своих шахт в Уорсли до Манчестера, где был высокий спрос на уголь для работы фабрик и обогрева жителей. Бриджуотерский канал, законченный в 1761 году, был прорыт вдоль реки Эруэлл, позволив герцогу избежать уплаты правительству за пользование рекой. Строительство канала дало возможность Эгертону снизить цены на уголь вдвое, выдавив с рынка многих конкурентов, вследствие чего состояние герцога значительно выросло. По этой причине пример Эгертона вдохновил его соотечественников на строительство других каналов. Хотя само предприятие изначально встретило немало препятствий на своем пути. Из-за компании Южных морей, которая потерпела крах, возможность создания акционерных обществ была ограничена парламентом Великобритании в первой половине XVIII века. Для постройки канала требовалось разрешение  парламента. Чтобы добиться разрешения, Фрэнсису Энертону пришлось влезть в долги. Впрочем, после открытия, деньги ему вернулись сторицей.
После этого каналы начали активно строить текстильные магнаты, производители посуды и угольщики.

## Расцвет строительства каналов
Пик строительства каналов пришёлся на конец 1790-х и начало 1800-х годов, получив название «каналомании». В 1793 году парламент одобрил строительство двадцати каналов общей стоимостью 2,8 миллиона фунтов, хотя за три года до этого был одобрен всего лишь один проект стоимостью 90 тысяч фунтов. За следующие два года было дано разрешение на постройку дополнительных 24 каналов.
В период ажиотажа акции строительных компаний на Ливерпульской бирже, где проходили торги, достигали своего исторического максимума: за акцию компании Birmingham and Fazeley давали на 1170 фунтов больше стартовой цены, а стоимость акции Grand Junction Canal Shares выросла со стартовых 100 гиней до 441 ещё до получения компанией от парламента разрешения на строительство канала. Но настроение инвесторов резко менялось в зависимости от новостей, и к моменту получения разрешения в 1795 году акции Grand Junction уже упали до стартовой цены в 100 гиней.

## Закат каналомании
Сложность строительства и отсутствие строительных норм привели к тому, что каналы были разной ширины, в результате чего их пропускная способность значительно варьировалась. Ширина некоторых шлюзов и каналов была не более 7 футов, что привело к появлению особого класса барж — нэрроуботов, который существует и поныне, однако преимущественно для развлекательных целей. Скорость доставки грузов была невысокой, так как использовались баржи на конном буксире. Для проезда под мостом людям иногда приходилось ложиться на барже на спину и отталкиваться ногами от стен или потолка туннеля.
Холодная зима или засушливое лето могли полностью вывести канал из строя. С появлением железных дорог, перевозки по ним стали вытеснять перевозки по каналам. Уже к 1820 году инвесторы стали избавляться от акций компаний, занимавшихся строительством каналов, и перенаправляли средства в железнодорожную индустрию.
К 1840 году в Англии было построено каналов общей длиной около 4500 миль. Некоторые из них перешли во владение железнодорожных компаний, другие были заброшены. В 1947 году каналы (как и железные дороги) страны были национализированы, но многие находились в весьма плачевном состоянии из-за отсутствия ремонта на протяжении многих лет, а также последствий Второй мировой войны. В 1950-х и 1960-х годах появилось движение за восстановление и перестройку каналов, для туристических и развлекательных целей.